# Бане Ђокић
Бане Ђокић (рођен 4. априла 1989) је српски музичар и јавна личност. Ширу пажњу јавности стекао је као учесник једног од најгледанијих ријалити програма у Србији – Задруга 2021. године. Исте године је издао песму Афродизијак, која је постала његов највећи хит и обележила почетак његовог пробоја на музичкој сцени.
Познат је по модерном, урбаном клубском звуку и визуелно упечатљивим музичким спотовима у којима често сарађује са професионалним играчицама, кореографима и тимом за продукцију. Његови наступи и продукција окарактерисани су високим нивоом естетике и сценског израза.

## Дискографија
- Не дај се мала (2011)
- Sexy Night (2012)
- Афродизијак (2021)
- Вага (2025)